# Gulsumbij Scharifowa
Gulsumbij Scharifowa (tadschikisch Гулсумбӣ Шарифова, englisch Gulsumbi Sharifova, russisch Гулсумби Шарифова Gulsumbi Scharifowa; * 2. Dezember 1997) ist eine tadschikische Sprinterin.

## Sportliche Laufbahn
Erste Erfahrungen bei internationalen Meisterschaften sammelte Gulsumbij Scharifowa 2019 bei den Asienmeisterschaften in Doha, bei denen sie im 200-Meter-Lauf mit 23,99 s in der Vorrunde ausschied und mit der tadschikischen Mixedstaffel in 3:27,35 min den sechsten Platz belegte. Dank einer Wildcard durfte sie Anfang Oktober an den Weltmeisterschaften, die ebenfalls in Doha stattfanden, teilnehmen und schied dort mit 23,45 s im Vorlauf aus.
2019 wurde Scharifowa tadschikische Meisterin im 200- und 400-Meter-Lauf sowie 2018 im 100-Meter-Lauf.

## Persönliche Bestzeiten
- 100 Meter: 11,77 s, 11. Juni 2019 in Taschkent (tadschikischer Rekord)
- 200 Meter: 23,35 s (+0,2 m/s), 6. Juli 2019 Almaty (tadschikischer Rekord)
- 400 Meter: 52,70 s, 7. Juli 2019 in Almaty (tadschikischer Rekord)